# Regeneratfaser

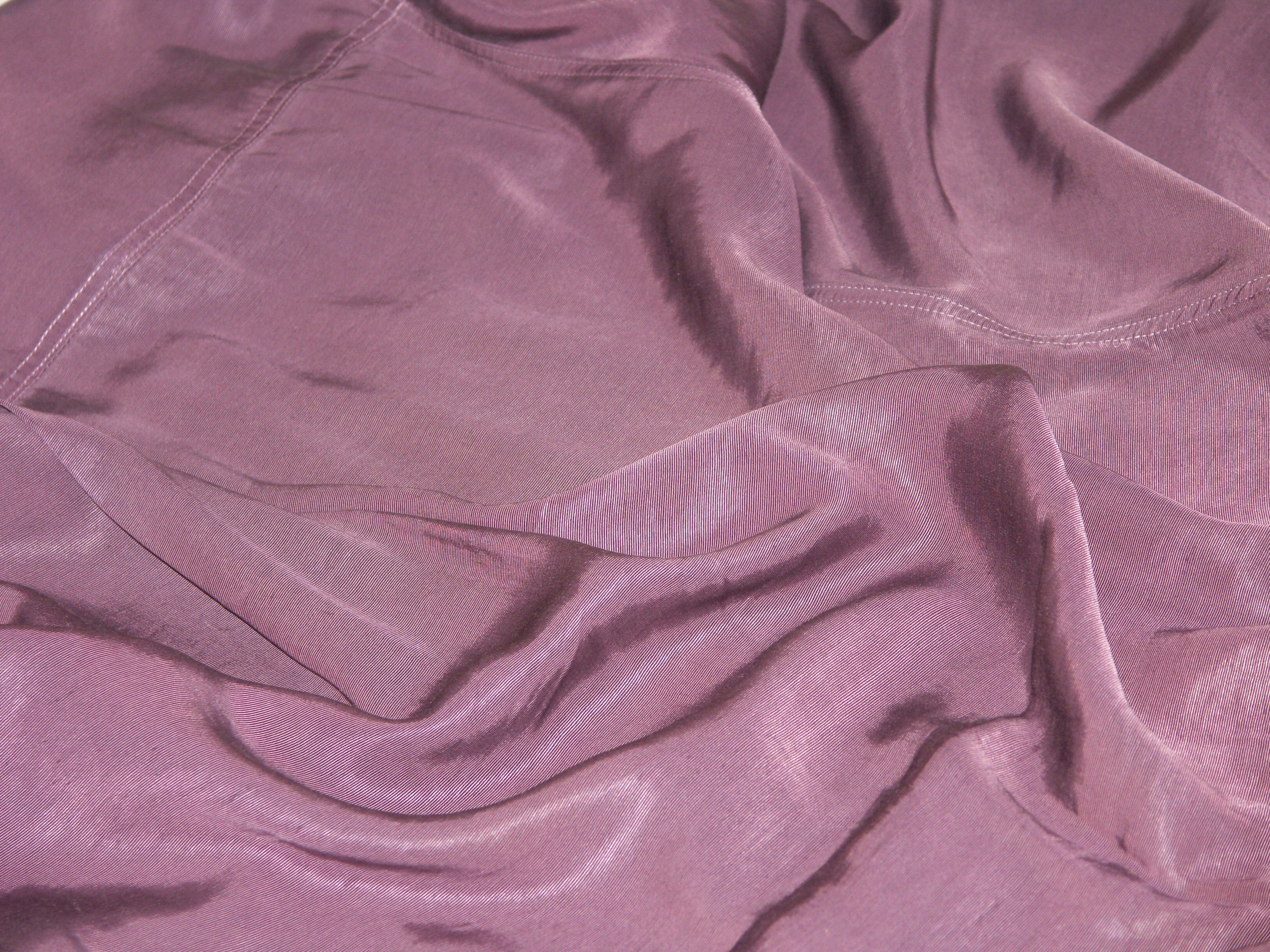
Textilie aus Cupro

Regeneratfasern oder regenerierte Fasern sind Chemiefasern aus pflanzlichen oder tierischen Rohstoffen, die durch Umwandlung über gelöste Verbindungen in Fadenform regeneriert werden, d. h. als Faser in der gleichen chemischen Substanz wie der Ausgangsstoff vorliegen.

## Typen und Eigenschaften
Die wichtigsten Regeneratfasern sind:
- Viskose (CV) wird nach dem Viscoseverfahren aus reiner Cellulose hergestellt, die man hauptsächlich aus Eukalyptus-, Buchen- oder Pinienholz, zunehmend aber auch aus Bambus gewinnt.
- Modal (CMD) wird nach einem modifizierten Viscoseverfahren hergestellt, bei dem ausschließlich Cellulose aus Buchenholz Verwendung findet, weshalb Fasern dieses Typs im trockenen wie nassen Zustand eine höhere Festigkeit als Viskose aufweisen.
- Lyocell (CLY) wird in einem Nassspinnverfahren aus Cellulose hergestellt, die man zuvor mit Hilfe von N-Methylmorpholin-N-oxid-Monohydrat als Lösungsmittel verflüssigt hat. Die Faser zeichnet sich durch sehr hohe Trocken- und Nassfestigkeit aus.
- Cupro (CUP) wird ebenfalls aus Cellulose, nur nach dem Kupferoxid-Ammoniak-Verfahren, hergestellt.

Viskose weist eine typische Faserfeinheit  von etwa 10 bis 15 µm Durchmesser und eine Faserlänge von etwa 40 mm auf. Für die Textilindustrie wird Viskose zu einem Endlosfaden versponnen. Feine Mikrofasern werden bereits ab 0,9 dtex (0,9 g pro 10.000 m Fadenlänge) angeboten. Bei den neueren Verfahren (Modal, Lyocell) erreicht man höhere Faserfestigkeiten, eine bessere Feuchtigkeitsaufnahme und schnelles Trocknen. Daraus hergestellte Textilien weisen einen glatten und kühlen Griff mit fließendem Fall auf, haben eine geringe Knitterneigung und können gewaschen und chemisch gereinigt werden. Dafür bedarf es jedoch weiterer Verfahrensschritte, um das ausgeprägte Nass-Fibrillierverhalten zu unterdrücken.

## Herstellung
Die in Form von Zellstoff vorliegende feste Cellulose wird zunächst in geeigneten Lösungsmitteln verflüssigt, in diesem Zustand durch Spinndüsen gepresst und anschließend wieder zu fester Cellulose (in Form von Cellulosefasern) regeneriert. Da Cellulose weder schmelzbar noch in den üblichen organischen Lösungsmitteln lösbar ist, ist das Auffinden der entsprechenden Lösungsmittel dabei von entscheidender Bedeutung. Gegenwärtig verwendet man zur Cellulose-Verflüssigung spezielle Systeme, die oft aus mehreren Komponenten bestehen wie etwa das System Natronlauge/Schwefelkohlenstoff (NaOH/CS2). Zunehmende technische Bedeutung erlangt hat auch das Direktlöseverfahren mittels N-Methylmorpholin-N-oxid-Monohydrat (NMO*MH). Die Anforderungen an Cellulose zur Herstellung von Regeneratfasern sind dabei i. d. R. höher als die an Cellulose zur Papierherstellung (höhere Reinheit und bessere Reaktivität).
Je nachdem, ob die Faserbildung in einem Fällbad oder durch Verdampfen des Lösungsmittels erfolgt, werden die Spinnverfahren noch einmal in Nassspinnverfahren und Trockenspinnverfahren unterschieden. Es gibt aber auch Mischformen wie das Lyocellverfahren, das einen Trocken-Nass-Spinnprozess darstellt.
Vergleichbares gilt für die Herstellung von Acetat- und Triacetat-Fasern, wobei hier zu bemerken ist, dass die Endprodukte in diesem Fall nicht, wie eben beschrieben, wieder Cellulose-Fasern sind, sondern solche aus Celluloseacetat, also einem chemisch anderen Stoff. Sie zählen damit nicht zu den Regeneratfasern.

## Verwendung
Regeneratfasern finden Einsatz in Funktionstextilien im Sportbereich, für Arbeitsbekleidung, Unterwäsche und Bettartikel sowie als Vliesstoff für Hygiene- und  Kosmetikartikel (z. B. Watte). Außerdem wird die Faser für Textilien im medizinischen Bereich und für Industrieprodukte verwendet. Im technischen Bereich werden Regeneratfasern als Verstärkungsfaser für Reifen und zur Substitution von Glasfasern in Faserverbunden eingesetzt.

## Wirtschaftliche Bedeutung
Regeneratfasern sind im Segment Bekleidung und als Vliesstoff ein etabliertes Material. In Deutschland existiert eine international erfolgreiche und exportstarke Cellulosefaser-Industrie. So werden jährlich rund 200.000 t Celluloseregenerate produziert. Obwohl sich die Qualität des heimischen Holzes für die Herstellung von Regeneratfasern eignet, wird der Rohstoff Cellulose derzeit vollständig durch Importe aus Südafrika und USA/Kanada gedeckt, da in Deutschland die Herstellungskapazitäten für Chemiezellulose fehlen. Neben Chemiecellulose werden auch bereits aufbereitete Regeneratfasern nach Deutschland importiert, um den aktuellen Bedarf zu decken.

## Nachhaltigkeit
Traditionelle Verfahren wie das Viskoseverfahren sind technisch sehr aufwändig und umweltbelastend (starke Säuren und Laugen, Schwefelkohlenstoff [CS2] und Schwermetalle). Vor dem Hintergrund der hervorragenden Eigenschaften des Cellulosemoleküls und seines Potentials als nachwachsendem Rohstoff gab es in den letzten Jahrzehnten große Anstrengungen, umweltfreundliche und gleichzeitig technisch einfachere Verfahren zu entwickeln. So wurde u. a. das Carbamatverfahren entwickelt, das unbedenklichen Harnstoff anstelle des toxischen Schwefelkohlenstoffs verwendet, oder das Lyocellverfahren, das infolge der nahezu vollständigen Rückgewinnung des Lösungsmittels N-Methylmorpholin-N-oxid im Verfahrenskreislauf praktisch emissionsfrei abläuft und deshalb den Umweltpreis der Europäischen Union gewonnen hat.
Lyocell hat eine bessere Ökobilanz, als konventionelle (d. h. nichtbiologische) Baumwolle.

## Belege
1. ↑  Hans-J. Koslowski: Chemiefaser – Lexikon . 12., erweiterte Auflage. Deutscher Fachverlag, Frankfurt am Main 2009, ISBN 978-3-87150-876-9, S. 192.
2. ↑  H.-P. Fink und S. Fischer: Celluloseverarbeitung – umweltfreundliche Technologien auf dem Vormarsch. Fraunhofer-Institut für Angewandte Polymerforschung.
3. ↑  FNR [Fachagentur nachwachsende Rohstoffe] (2006): Marktanalyse Nachwachsende Rohstoffe; Gülzow
4. ↑  Fraunhofer-Institut für angewandte Polymerforschung: Carbamat (Memento vom 13. Juni 2007 im Internet Archive)
5. ↑  Viscose – nachhaltig produziert? In: umweltberatung.at. Abgerufen am 6. März 2022.